# Áyios Thomás (ort i Grekland)
Áyios Thomás (Agios Thomas, Liatani) är en ort i Grekland.   Den ligger i prefekturen Nomós Voiotías och regionen Grekiska fastlandet, i den sydöstra delen av landet, 30 km norr om huvudstaden Aten. Áyios Thomás ligger 207 meter över havet och antalet invånare är 1 292.
Terrängen runt Áyios Thomás är kuperad åt sydväst, men åt nordost är den platt.Runt Áyios Thomás är det ganska glesbefolkat, med 43 invånare per kvadratkilometer. Närmaste större samhälle är Schimatári, 8,1 km norr om Áyios Thomás. Trakten runt Áyios Thomás består till största delen av jordbruksmark.